# You've Still Got a Place in My Heart
You've Still Got a Place in My Heart è un album in studio del cantante statunitense George Floyd, pubblicato nel 1984.

## Tracce
1. You've Still Got a Place in My Heart (Leon Payne)
2. From Strangers, To Lovers, To Friends (Hillman Hall, Glenn Ray)
3. (What Love Can Do) The Second Time Around (Joe Chambers, Larry Jenkins)
4. Come Sundown (Kris Kristofferson)
5. Even the Bad Times Are Good (Carl Belew, Clyde Pitts)
6. I'm Ragged But Right (George Floyd)
7. Courtin' in the Rain (T. Texas Tyler)
8. Loveshine (Harlan Sanders)
9. Your Lying Blue Eyes (Ken McDuffie)
10. Learning to Do Without Me (A.L. "Doodle" Owens, Dennis Knutson, Buck Moore)